# Golpe de 1964: perdas e danos (podcast)
Golpe de 1964: perdas e danos, é um podcast documental brasileiro produzido pela Radioagência Nacional, da Empresa Brasil de Comunicação, e distribuído em diversas plataformas de mídia, contando inclusive com uma versão em videocast com o conteúdo em Libras, disponível no YouTube. O programa foi idealizado e produzido pelas jornalistas Eliane Gonçalves e Sumaia Villela.
A primeira temporada , intitulada Futuro Interrompido, foi lançada em 1º de abril de 2024, no aniversário de 60 anos do golpe militar, e apresenta, em sete episódios, um panorama sobre o projeto político do governo de João Goulart, suas propostas de reformas de base, a agitação política da década de 1960 e o movimento que levou ao golpe de 31 de março que deu origem à ditadura militar de 1964. Ao longo dos episódios são apresentadas as propostas de reformas agrária, educacional, tributária, habitacional, mudanças no setor energético, taxação de grandes fortunas e o surgimento de movimentos sociais no campo, imaginando como seria o Brasil se tais projetos de nação tivessem segmento.
O último episódio da primeira temporada foi disponibilizado em 17 de maio de 2024 e utilizou o caso do incêndio da Vila Socó, em Cubatão, no qual 508 pessoas perderam suas vidas, para discutir a política habitacional do regime militar, contando com a participação do urbanista e professor da USP Nabil Bonduki.
Uma segunda temporada é aguardada para 2025.

## Lista de episódios
| Temporada | Episódio | Título                    | Lançamento          | Duração | Resumo |
| --------- | -------- | ------------------------- | ------------------- | ------- | --- |
| 1         | 1        | As reformas e o fantasma  | 01 de abril de 2024 | 29:58   | Neste primeiro episódio voltamos ao comício dos 200 mi na Central do Brasil, no dia 13 de março de 1964, que unificou movimentos rurais, sindicais e estudantil. O documentário revisita registros históricos, ouve personagens que viveram o momento e leva o ouvinte a refletir sobre o projeto de nação interrompido pelo golpe. |
| 1         | 2        | A escalada e a queda      | 11 de abril de 2024 | 32:51   | O segundo episódio da temporada volta 10 anos antes de 1964 para falar das ameaças a democracia que o Brasil vinha sofrendo, desde o suicídio de Vargas, em 1964. Segue até a reação da direita que se posicionou contra as medidas propostas pelo presidente na época. Afinal o medo do comunismo era real ou mais uma fake news? |
| 1         | 3        | Pavio aceso               | 18 de abril de 2024 | 36:06   | O terceiro episódio da temporada traz o motivos que fizeram a Reforma Agrária ser a mãe das Reformas Estruturais de Base. A série resgata as proposta do presidente João Goulart que foram apresentadas no histórico comício dos 200 mil, na Central do Brasil, em 13 de março de 1964. |
| 1         | 4        | Ação e reação             | 25 de abril de 2024 | 38:16   | Este episódio continua a falar da reforma agrária e destaca que em 1964, um, ano depois que o Estatuto do Trabalhador Rural passou a permitir a sindicalização da categoria no país, já tinham sido registrados mais de 1,1 mil sindicatos de trabalhadores rurais e 40 de trabalhadores autônomos do campo. Também no início do regime militar, a Sociedade Rural Brasileira viu que o então presidente Castello Branco não priorizaria a liberdade econômica no campo. Por isso rompeu com o governo, o que não impediu o apoio à ditadura, e a defesa ao modelo agrícola-exportador. |
| 1         | 5        | Fermento na massa         | 02 de maio de 2024  | 40:53   | O episódio traça um perfil da situação da educação brasileira e apresenta as propostas para o setor que estavam sendo discutidas no governo de João Goulart. Neste episódio educadores se misturam aos mais de 40% de analfabetos brasileiros de 1960 e na história de mais um futuro interrompido: a educação. |
| 1         | 6        | Meu pirão primeiro        | 09 de maio de 2024  | 40:42   | O episódio trata da encampação das refinarias de petróleo, reforma fiscal e valorização do salário mínimo. Temas que poderiam estar sendo discutidos hoje, de tão atuais, e que já eram parte da disputa, em 1964, presentes no pacote de reformas de base de João Goulart. |
| 1         | 7        | Debaixo do telhado quente | 16 de maio de 2024  | 41:11   | A moradia é o tema do 7º e último episódio da 1ª temporada, relembrando o incêndio da Vila Socó, em Cubatão (SP), que de acordo com o MP-SP causou pelo menos 508 mortes e é o maior da história do Brasil. Como as investigações foram paralisadas o número oficial é 5 vezes menor: 93 pessoas. |